# Ken Skupski
Ken Skupski (Liverpool, 9 de abril de 1983) es un exjugador profesional de tenis de Inglaterra.

## Carrera
Su fuerte es el juego de dobles, especialidad en la que ha conquistado tres títulos de ATP junto al escocés Colin Fleming en dos ocasiones, y junto al holandés Robin Haase el restante, todos sobre superficies rápidas cubiertas.
Su victoria más importante en la especialidad ocurrió en el Torneo de Queen's Club 2009, cuando superaron por la segunda ronda a la legendaria pareja de Bob Bryan y Mike Bryan en sets corridos.
Su ranking individual más alto lo alcanzó el 23 de junio de 2008 al llegar al puesto n.º 527. Mientras que en dobles lo hizo el 12 de julio de 2010 cuando escaló hasta la posición n.º 44.
Ha conseguido hasta el momento 19 títulos en la modalidad de dobles. 3 de ellos en la categoría ATP World Tour y los 16 restantes de la ATP Challenger Series.

### Copa Davis
En el año 2010 participó en el Equipo de Copa Davis de Reino Unido. Tiene en esta competición un récord total de partidos ganados/perdidos de 2/0 (0/0 en individuales y 2/0 en dobles).

## Títulos ATP (7; 0+7)

### Dobles (7)
| Leyenda                         |
| Grand Slam (0)                  |
| ATP Wourld Tour Finals (0)      |
| ATP Masters 1000 World Tour (0) |
| ATP World Tour 500 series (1)   |
| ATP World Tour 250 series (6)   |

| N.º | Fecha                    | Torneo          | Superficie    | Pareja        | Oponentes en la final               | Resultado            |
| --- | ------------------------ | --------------- | ------------- | ------------- | ----------------------------------- | -------------------- |
| 1.  | 22 de septiembre de 2009 | Metz            | Dura (i)      | Colin Fleming | Arnaud Clément Michael Llodra       | 2-6, 6-4, [10-5]     |
| 2.  | 26 de octubre de 2009    | San Petersburgo | Dura (i)      | Colin Fleming | Jérémy Chardy Richard Gasquet       | 2-6, 7-5, [10-4]     |
| 3.  | 20 de febrero de 2011    | Marsella        | Dura (i)      | Robin Haase   | Julien Benneteau Jo-Wilfried Tsonga | 6-4, 6-7(4), [13-11] |
| 4.  | 11 de febrero de 2018    | Montpellier     | Dura (i)      | Neal Skupski  | Ben McLachlan Hugo Nys              | 7-6(2), 6-4          |
| 5.  | 28 de abril de 2019      | Budapest        | Tierra batida | Neal Skupski  | Marcus Daniell Wesley Koolhof       | 6-3, 6-4             |
| 6.  | 20 de marzo de 2021      | Acapulco        | Dura          | Neal Skupski  | Marcel Granollers Horacio Zeballos  | 7-6(3), 6-4          |
| 7.  | 3 de octubre de 2021     | Sofía           | Dura (i)      | Jonny O'Mara  | Oliver Marach Philipp Oswald        | 6-3, 6-4             |

#### Finalista (6)
| N.º | Fecha                    | Torneo       | Superficie    | Pareja       | Oponentes en la final                  | Resultado         |
| --- | ------------------------ | ------------ | ------------- | ------------ | -------------------------------------- | ----------------- |
| 1.  | 19 de octubre de 2013    | Moscú        | Dura (i)      | Neal Skupski | Mijaíl Yelguin Denis Istomin           | 2-6, 6-1, [12-14] |
| 2.  | 29 de junio de 2018      | Eastbourne   | Hierba        | Neal Skupski | Luke Bambridge Jonny O'Mara            | 5-7, 4-6          |
| 3.  | 23 de septiembre de 2018 | Metz         | Dura (i)      | Neal Skupski | Nicolas Mahut Édouard Roger-Vasselin   | 1-6, 5-7          |
| 4.  | 24 de febrero de 2019    | Delray Beach | Dura          | Neal Skupski | Bob Bryan Mike Bryan                   | 6-7(5), 4-6       |
| 5.  | 14 de abril de 2019      | Houston      | Tierra batida | Neal Skupski | Santiago González Aisam-ul-Haq Qureshi | 6-3, 4-6, [6-10]  |
| 6.  | 25 de mayo de 2019       | Lyon         | Tierra batida | Neal Skupski | Ivan Dodig Édouard Roger-Vasselin      | 4-6, 3-6          |

## ATP Challenger Series
| No. | Fecha      | Torneo                             | Superficie    | Pareja             | Rival                                    | Resultado           |
| --- | ---------- | ---------------------------------- | ------------- | ------------------ | ---------------------------------------- | ------------------- |
| 1.  | 10.11.2008 | Challenger de Jersey (1)           | Dura(i)       | Colin Fleming      | Chris Guccione Márcio Torres             | 6-3, 6-2            |
| 2.  | 23.02.2009 | Challenger de Wolfsburgo           | Dura (i)      | Travis Rettenmaier | Sergei Bubka Alexander Kudryavtsev       | 6-3, 6-4            |
| 3.  | 18.05.2009 | Challenger de Cremona              | Dura          | Colin Fleming      | Daniele Bracciali Alessandro Motti       | 6-2, 6-1            |
| 4.  | 27.07.2009 | Challenger de Granby               | Dura          | Colin Fleming      | Amir Hadad Harel Levy                    | 6-3, 7-6(6)         |
| 5.  | 19.10.2009 | Challenger de Orléans              | Dura (i)      | Colin Fleming      | Sébastien Grosjean Olivier Patience      | 6-1, 6-1            |
| 6.  | 22.03.2010 | Challenger de Jersey (2)           | Dura(i)       | Rohan Bopanna      | Jonathan Marray Jamie Murray             | 6-2, 1-6, [10-6]    |
| 7.  | 06.06.2010 | Challenger de Nottingham           | Hierba        | Colin Fleming      | Eric Butorac Scott Lipsky                | 7-6(3), 6-4         |
| 8.  | 13.02.2011 | Challenger de Bérgamo (1)          | Dura(i)       | Frederik Nielsen   | Mijaíl Yelguin Aleksandr Kudriávtsev     | walkover            |
| 9.  | 31.07.2011 | Challenger de Recanati (1)         | Dura(i)       | Frederik Nielsen   | Federico Gaio Purav Raja                 | 6-4, 7-5            |
| 10. | 09.10.2011 | Challenger de Mons                 | Dura(i)       | Johan Brunström    | Kenny de Schepper Édouard Roger-Vasselin | 7-6(4), 6-3         |
| 11. | 19.02.2012 | Challenger de Bérgamo (2)          | Dura          | Jamie Delgado      | Martin Fischer Philipp Oswald            | 7-5, 7-5            |
| 12. | 13.05.2012 | Challenger de Roma                 | Tierra batida | Jamie Delgado      | Adrián Menéndez Walter Trusendi          | 6-1, 6-4            |
| 13. | 20.07.2013 | Challenger de Recanati (2)         | Dura          | Neal Skupski       | Gianluigi Quinzi Adelchi Virgili         | 6-4, 6-2            |
| 14. | 03.08.2013 | Challenger de Segovia              | Dura          | Neal Skupski       | Mijaíl Yelguin Uladzimir Ignatik         | 6-3, 6(4)-7, [10-6] |
| 15. | 15.09.2013 | Challenger de Pétange              | Dura (i)      | Neal Skupski       | Benjamin Becker Tobias Kamke             | 6-3, 6-75, [10-7]   |
| 16. | 21.09.2013 | Challenger de Szczecin             | Tierra batida | Neal Skupski       | Andrea Arnaboldi Alessandro Giannessi    | 6-4, 1-6, [10-7]    |
| 17. | 20.09.2014 | Challenger de Esmirna              | Dura          | Neal Skupski       | Malek Jaziri Alexander Kudryavtsev       | 6-1, 6-4            |
| 18. | 08.11.2014 | Challenger de Bratislava           | Dura (i)      | Neal Skupski       | Norbert Gombos Adam Pavlásek             | 6-3, 7-63           |
| 19. | 12.06.2015 | Challenger de Surbiton             | Hierba        | Neal Skupski       | Marcus Daniell Marcelo Demoliner         | 6-3, 6-4            |
| 20. | 25.07.2015 | Challenger de Recanati (3)         | Dura          | Divij Sharan       | Ilija Bozoljac Flavio Cipolla            | 4-6, 7-6, [10-6]    |
| 21. | 11.09.2015 | Challenger de Saint-Rémy           | Dura          | Neal Skupski       | Andrej Martin Igor Zelenay               | 6-4, 6-1            |
| 22. | 13.02.2016 | Challenger de Bérgamo (3)          | Dura (i)      | Neal Skupski       | Nikola Mektić Antonio Šančić             | 6-3, 7-5            |
| 23. | 28.02.2016 | Challenger de Cherburgo            | Dura (i)      | Neal Skupski       | Yoshihito Nishioka Aldin Šetkić          | 4-6, 6-3, [10-6]    |
| 24. | 10.09.2016 | Challenger de Saint-Rémy (2)       | Dura          | Neal Skupski       | David O'Hare Joe Salisbury               | 6-7, 6-4, [10-5]    |
| 25. | 12.11.2016 | Challenger de Bratislava (2)       | Dura (i)      | Neal Skupski       | Purav Raja Divij Sharan                  | 4-6, 6-3, [10-5]    |
| 26. | 27.05.2017 | Challenger de Mestre               | Tierra batida | Neal Skupski       | Julian Knowle Igor Zelenay               | 5-7, 6-4, [10-5]    |
| 27. | 17.06.2017 | Challenger de Nottingham (2)       | Hierba        | Neal Skupski       | Matt Reid John-Patrick Smith             | 7-61, 2-6, [10-7]   |
| 28. | 11.11.2017 | Challenger de Bratislava (3)       | Dura (i)      | Neal Skupski       | Sander Arends Antonio Sancic             | 5-7, 6-3, [10-8]    |
| 29. | 04.02.2018 | Challenger de Quimper              | Dura (i)      | Neal Skupski       | Sander Gillé Joran Vliegen               | 6-3, 3-6, [10-7]    |
| 30. | 13.10.2019 | Challenger de Mouilleron-le-Captif | Dura (i)      | Jonny O'Mara       | Sander Arends David Pel                  | 6-1, 6-4            |
| 31. | 03.11.2019 | Challenger de Eckental             | Moqueta       | John-Patrick Smith | Sander Arends Roman Jebavý               | 7-62, 6-4           |
| 32. | 12.06.2021 | Challenger de Nottingham (3)       | Hierba        | Matt Reid          | Matthew Ebden John-Patrick Smith         | 4-6, 7-5, [10-6]    |
| 33. | 11.06.2022 | Challenger de Nottingham (4)       | Hierba        | Jonny O'Mara       | Julian Cash Henry Patten                 | 3-6, 6-2, [16-14]   |